# Nogometni Klub Osijek
El Nogometni Klub Osijek, usualmente llamado NK Osijek o simplemente Osijek es un club de fútbol de la ciudad de Osijek, en Croacia. Fue fundado el 27 de febrero de 1947 y actualmente juega en la Primera Liga de Croacia, la máxima categoría del país.

## Historia
Fundado en 1945 como NK Udarnik como un equipo representante de la Yugoslavia comunista del disuelto HŠK Slavija, fundado en 1916 y compitió en la Liga del Reino de Yugoslavia entre 1916 y 1940.
En 1946, el NK Udarnik se fusionó con el NK Jedinstvo para formar al NK Slavonija, y al año siguiente se fusionaron con el NK Bratstvo para crear al NK Proleter, considerando el 2 de febrero de 1947 como el día de su nacimiento. El 1 de septiembre de 1961 el NK Proleter se fusionó con el Boxing and Athletic club Mladost y formaron al club multideportivo Sportsko društvo Slavonija, donde su representación de fútbol se denominaba NK Slavonija. Originalmente sus colores eran rojo y azul, pero en la década de los años 1970 cambiaron el rojo por el blanco. A finales de la década de los años 60s adoptaron el nombre que usan actualmente.
Después de varias temporadas jugando en la extinta liga yugoslava, en la cual ingresó por primera vez en 1953, fue uno de los fundadores de la liga croata en 1991.

## Estadio

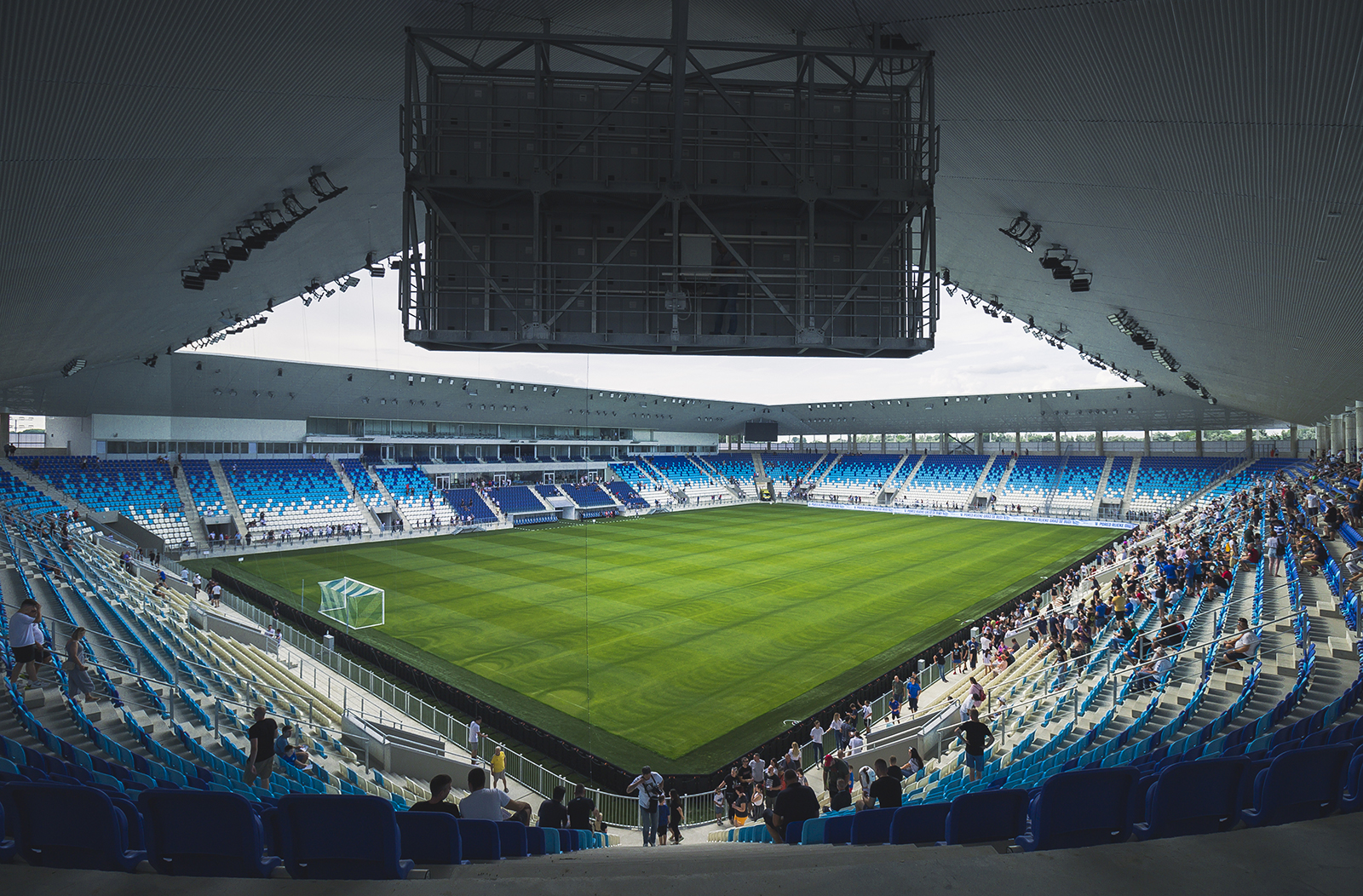
Opus Arena.

El club disputa sus partidos en el Opus Arena, estadio inaugurado en 2023. Hasta 2023 disputó sus juegos en el Stadion Gradski vrt.

## Jugadores

### Jugadores destacados
- Franjo Rupnik (1947–1951)
- Slobodan Janković (1977–1979)
- Ratomir Dujković (1977–1980)
- Ivica Miljković (1977–1980)
- Mustafa Hukić (1978–1981)
- Jasmin Džeko (1980–1984; 1985–1989)
- Vlado Kasalo (1983–1987)
- Slobodan Marović (1984–1986)
- Davor Šuker (1984–1989)
- Milenko Špoljarić (1987–1989)
- Robert Špehar (1988–1992; 1994–1995; 2002–2004)
- Miroslav Bičanić (1989–1992; 1993–1995)
- Alyaksandr Myatlitski (1990–1991)
- Goran Vlaović (1990–1991)
- Željko Vuković (1990–1991)
- Nenad Bjelica (1992–1993; 1999–2001)
- Tomislav Rukavina (1992–1993)
- Bakir Beširević (1992–1994; 1994–2002)
- Petar Krpan (1993–1998; 2001)
- Mario Galinović (1993–2002)
- Igor Pamić (1995–1996)
- Dumitru Mitu (1996–2002)
- Nermin Šabić (1996–1997)
- Marko Babić (1997–1999; 2011–)
- Jurica Vranješ (1997–2000)
- Josip Balatinac (1997–2006)
- Stanko Bubalo (1998–2000)
- Almir Turković (1999–2002; 2005–2006)
- Mato Neretljak (2000–2002)
- Daniel Gecić (2000–2004)
- Goran Ljubojević (2001–2004; 2011–2012)
- Ivan Turina (2002–2003)
- Marijan Buljat (2002–2004)
- Igor Cvitanović (2002–2004)
- Danijel Pranjić (2002–2004)
- Dževad Turković (2002–2004)
- Domagoj Vida (2006–2010)

## Palmarés

### Yugoslavia
- Segunda Liga de Yugoslavia: 5

1952-53, 1969-70, 1972-73, 1976-77, 1980-81

### Croacia
- Copa de Croacia (1): 1999

## Participación en competiciones de la UEFA

### Partidos
| Temporada | Torneo                   | Ronda            | Club              | Casa | Visita | Global      |
| --------- | ------------------------ | ---------------- | ----------------- | ---- | ------ | ----------- |
| 1995–96   | UEFA Cup                 | Clasificatoria   | Slovan Bratislava | 0–2  | 0–4    | 0–6         |
| 1998–99   | UEFA Cup                 | Clasificatoria 2 | Anderlecht        | 3–1  | 0–2    | 3–3 (a)     |
| 1999–2000 | UEFA Cup                 | 1                | West Ham          | 1–3  | 0–3    | 1–6         |
| 2000–01   | UEFA Cup                 | 1                | Brøndby           | 0–0  | 2–1    | 2–1         |
| 2000–01   | UEFA Cup                 | 2                | Rapid Wien        | 2–1  | 2–0    | 4–1         |
| 2000–01   | UEFA Cup                 | 3                | Slavia Praga      | 2–0  | 1–5    | 3–5         |
| 2001–02   | UEFA Cup                 | Clasificatoria   | Dinaburg          | 1–0  | 1–2    | 2–2 (a)     |
| 2001–02   | UEFA Cup                 | 1                | ND Gorica         | 1–0  | 2–1    | 3–1         |
| 2001–02   | UEFA Cup                 | 2                | AEK               | 1–2  | 2–3    | 3–5         |
| 2006      | UEFA Intertoto Cup       | 2                | Ethnikos Achna    | 2–2  | 0–0    | 2–2 (a)     |
| 2012–13   | UEFA Europa League       | Clasificatoria 1 | FC Santa Coloma   | 3–1  | 1–0    | 4–1         |
| 2012–13   | UEFA Europa League       | Clasificatoria 2 | Kalmar FF         | 1–3  | 0–3    | 1–6         |
| 2017–18   | UEFA Europa League       | Clasificatoria 1 | UE Santa Coloma   | 4–0  | 2–0    | 6–0         |
| 2017–18   | UEFA Europa League       | Clsificatoria 2  | Luzern            | 2–0  | 1–2    | 3–2         |
| 2017–18   | UEFA Europa League       | Clasificatoria 3 | PSV               | 1–0  | 1–0    | 2–0         |
| 2017–18   | UEFA Europa League       | Playoff          | Austria Wien      | 1–2  | 1–0    | 2–2 (a)     |
| 2018–19   | UEFA Europa League       | Clasificatoria 1 | Petrocub Hîncești | 2–1  | 1–1    | 3–2         |
| 2018–19   | UEFA Europa League       | Clasificatoria 2 | Rangers           | 0–1  | 1–1    | 1–2         |
| 2019–20   | UEFA Europa League       | Clasificatoria 2 | CSKA Sofía        | 1–0  | 0–1    | 1–1 (3-4 p) |
| 2020-21   | UEFA Europa League       | Clasificatoria 2 | Basel             | 1–2  | –      | 1–2         |
| 2021-22   | Europa Conference League | Clasificatoria 2 | Pogoń Szczecin    | 1–0  | 0–0    | 1–0         |
| 2021-22   | Europa Conference League | Clasificatoria 3 | CSKA Sofía        | 1–1  | 2–4    | 3–5         |
| 2022-23   | Europa Conference League | Clasificatoria 2 | Kyzylzhar         | 0–2  | 2–1    | 2-3         |
| 2023–24   | Europa Conference League | Clasificatoria 2 | Zalaegerszeg      | 1–0  | 2–1    | 3−1         |
| 2023–24   | Europa Conference League | Clasificatoria 3 | Adana Demirspor   | 3–2  | 1–5    | 4–7         |
| 2024–25   | Conference League        | Clasificatoria 2 | Levadia           | 5–1  | 1–0    | 6–1         |
| 2024–25   | Conference League        | Clasificatoria 3 | Zira              | 1–1  | 2–2    | 3–3 (1–2 p) |

### Récord europeo
| Torneo                      | J  | G  | E | P  | GF | GC | Última aparición |
| --------------------------- | -- | -- | - | -- | -- | -- | ---------------- |
| UEFA Cup UEFA Europa League | 37 | 18 | 3 | 16 | 45 | 48 | 2020-21          |
| UEFA Conference League      | 14 | 7  | 4 | 3  | 22 | 20 | 2024-25          |
| UEFA Intertoto Cup          | 2  | 0  | 2 | 0  | 2  | 2  | 2006             |
| Total                       | 53 | 25 | 9 | 19 | 69 | 70 |                  |